# Lilla Gramsgölen
Lilla Gramsgölen är en sjö i Ronneby kommun i Blekinge och ingår i Ronnebyåns huvudavrinningsområde.